# Metacyclops brauni
Metacyclops brauni is een eenoogkreeftjessoort uit de familie van de Cyclopidae. De wetenschappelijke naam van de soort is voor het eerst geldig gepubliceerd in 1962 door Herbst.